# قشلاق تومارحاج سعد
قشلاق تومارحاج سعد یک روستا در ایران است که در استان اردبیل واقع شده‌است. قشلاق تومارحاج سعد ۱۶۱ نفر جمعیت دارد.